# Carmen Panepinto
Carmen Panepinto Zayati (Vittoria, 14 novembre 1999) è una modella italiana, nota per essere stata la vincitrice di Miss Universo Italia 2023.

## Biografia
Carmen Panepinto Zayati è nata a Vittoria, in provincia di Ragusa. Ha frequentato l'Università di Pisa, dove ha conseguito la laurea in Ingegneria elettronica e dove attualmente frequenta il corso di laurea magistrale in Ingegneria biomedica (curriculum Biorobotica).
È stata insegnante di elettronica presso l'Istituto di Istruzione Superiore (ISIS) Carducci-Volta-Pacinotti di Piombino.

## Concorso di bellezza
L'8 ottobre 2023, Panepinto Zayati ha rappresentato le Marche a Miss Universo Italia 2023 e ha gareggiato contro altre 21 finaliste a Lo Smeraldo Ricevimento di Lusso in Puglia, dove ha vinto il titolo ed è succeduta a Virginia Stablum. Il 18 novembre 2023, Panepinto Zayati rappresenterà l'Italia a Miss Universo 2023 a San Salvador, El Salvador.